# Czarny Las (województwo śląskie)
Czarny Las (niem. Hilsbach) – wieś w Polsce, położona w województwie śląskim, w powiecie częstochowskim, w gminie Mykanów.
W latach 1975–1998 miejscowość administracyjnie należała do województwa częstochowskiego.

## Historia
Jako jedna z miejscowości w gminie została założona przez ewangelickich kolonistów niemieckich. Wieś powstała na przełomie XVIII i XIX wieku. Dokładna data nie jest znana, choć niektóre źródła podają, że pierwsi koloniści przybyli w 1786 z Czech i Niemiec, m.in. z Wirtembergii i Szwarzwaldu (Szwabia). Pierwotnie wieś tkaczy nazywała się Hilsbach (bądź Hillbach), co znajduje potwierdzenie w księgach parafialnych z pierwszej połowy XIX wieku.
Była to wówczas największa niemiecka kolonia w tej okolicy, stanowiąc zalążek późniejszej parafii Ewangelicko-Augsburskiej w Częstochowie.
Domy budowano wzdłuż drogi wiodącej z Kuźnicy Kiedrzyńskiej do Częstochowy przez Kiedrzyn. Do 1930 roku Czarny Las należał administracyjnie do gminy Grabówka, potem do gminy Kamyk.
Opiekę duszpasterską nad czarnoleskimi ewangelikami sprawowali początkowo kapelani wojsk pruskich, a następnie duchowni ze Śląska, przede wszystkim Tarnowskich Gór. Po powstaniu w roku 1820 parafii ewangelickiej w Wieluniu, ewangelicy z Czarnego Lasu udawali się tam na nabożeństwa. W roku 1822, dzięki zapomodze cara Aleksandra I, na skrzyżowaniu wsi, tuż obok stawu, wybudowano Dom Modlitwy, w którym odbywały się nabożeństwa. Za odprawianie nabożeństw odpowiedzialni byli księża z parafii w Wieluniu. Od 1845 stał się on filiałem parafii ewangelickiej z Wielunia. W 1852 roku ze względu na znaczący rozwój Częstochowy po wybudowaniu Kolei Warszawsko-Wiedeńskiej przeniesiono tam siedzibę filiału, czym zapoczątkowano tamtejszą parafię ewangelicką.
Od utworzenia pierwszej szkoły podstawowej w 1820 do odzyskania niepodległości w 1918 nauczano tu tylko w językach niemieckim i rosyjskim. Język polski został wprowadzony do nauczania, gdy w październiku 1923 obok starej szkoły wybudowano nową. Początkowo w klasach starszych równolegle do języka polskiego funkcjonował język niemiecki, jednak po dwóch latach został usunięty jako język obcy.
Dzięki działalności mieszkańców we wsi powstały między 1921 a 1924 straż pożarna i kółko rolnicze. Dzięki staraniom tych organizacji zelektryfikowano wieś. Ochotnicza Straż Pożarna dysponowała całym sprzętem pożarniczym łącznie z beczkowozem. W latach 1933–1935 przeprowadzono meliorację większości gruntów. W roku 1937 powstała spółka wodna. Teren wsi był bardzo dobrze zagospodarowany, a dzięki żyznym glebom jej mieszkańcy oprócz tkactwa mogli także zająć się uprawą roli. Uprawiano głównie truskawki, które następnie były sprzedawane na całym terenie Śląska. Wkrótce Czarny Las stał się znaczącym ośrodkiem plantacji truskawek. Oprócz ciężkiej pracy mieszkańcy Czarnego Lasu znajdowali także czas na wspólną zabawę. Temu celowi służył budynek remizy bądź ogrody gospodarcze. Zabawy te były często połączone z loterią fantową, a do tańca grała miejscowa orkiestra dęta. Dzięki spisowi ludności, który miał miejsce w latach 1915–1942, wiadomo, iż w tych latach Czarny Las zamieszkiwały 633 osoby, z których 480 było wyznania ewangelickiego.
W czasie II wojny światowej Czarny Las znajdował się na terenie Generalnego Gubernatorstwa.
Ze względu na niemieckie pochodzenie znaczna część mieszkańców została wpisana na Volkslistę. Część mężczyzn wcielono do wojska niemieckiego. W roku 1940 zapadła decyzja ówczesnych władz okupacyjnych o natychmiastowym wysiedleniu ludności polskiej i zasiedlenia ludności niemieckiej. Niektórzy mieszkańcy wsi zostali aresztowani i wywiezieni na roboty przymusowe oraz do obozów koncentracyjnych.
W roku 1945 i następnych latach mieszkańcy wsi pochodzenia niemieckiego, na podstawie przepisów Polskiej Rzeczypospolitej Ludowej musieli opuścić swoje posiadłości. Część z nich trafiła do więzienia. W kwietniu 1945 roku do Czarnego Lasu przybyli repatrianci zza Buga, którzy zajmowali poniemieckie gospodarstwa.
We wsi zachowało się kilkanaście starych domów zbudowanych z łupanego kamienia o typowej, niemieckiej budowie.

## Cmentarz ewangelicki w Czarnym Lesie
W Czarnym Lesie znajduje się dawny cmentarz ewangelicki, założony w XVIII wieku przez kolonistów niemieckich. Zachowało się kilkadziesiąt grobów w różnym stanie. Najstarsze pochodzą z połowy XIX wieku, a najnowsze z okresu II wojny światowej. Kilka grobów ma zamontowane nowe tablice. Ewangelicy częstochowscy korzystają z Cmentarza św. Rocha w Częstochowie, gdzie jest część ewangelicko-augsburska. Teren cmentarza w Czarnym Lesie w 2009 został przekazany parafii katolickiej w Czarnym Lesie i połączony z tamtejszym cmentarzem. Planowana była rewitalizacja terenu. Większość krzewów i zarośli porastających teren nekropolii usunięto, niwelując również znaczną liczbę istniejących w dobrym stanie grobów ziemnych. Mimo tego cmentarz był zarośnięty i zaniedbany. W 2018 na zlecenie parafii rzymskokatolickiej wycięto drzewa i wyrównano teren, co zatarło ślady pochówków. Pozostał jedynie drewniany krzyż i kilka murowanych nagrobków.

## Ewangelickie księgi metrykalne
Do 1846 roku ewidencję narodzin, zgonów i ślubów mieszkańców Czarnego Lasu prowadzono w Wieluniu oraz – częściowo – w katolickiej parafii w Białej, gdyż tam było najbliżej mieszkańcom Czarnego Lasu aby zgłosić narodziny dziecka, chęć zawarcia ślubu lub zgon członka rodziny. Księgi ewangelickiego filiału zostały założone w 1846 roku, obecnie ich duplikaty są dostępne w Archiwum Państwowym w Częstochowie, stanowiąc cenne źródło badań genealogicznych. Od 1868 roku księgi te były prowadzone w języku rosyjskim (aż do 1918 roku). Archiwum Państwowe w Częstochowie dysponuje księgami do roku 1905. Nowsze znajdują się w Urzędzie Stanu Cywilnego w Częstochowie.